# فرودگاه فال ریور مایلز
فرودگاه فال ریور مایلز (به انگلیسی: Fall River Mills Airport) یک فرودگاه همگانی است که یک باند فرود آسفالت دارد و طول باند آن 1097 متر است. این فرودگاه در کشور ایالات متحده آمریکا قرار دارد و در ارتفاع 1013 متری از سطح دریا واقع شده است.